# Freitagsgebet

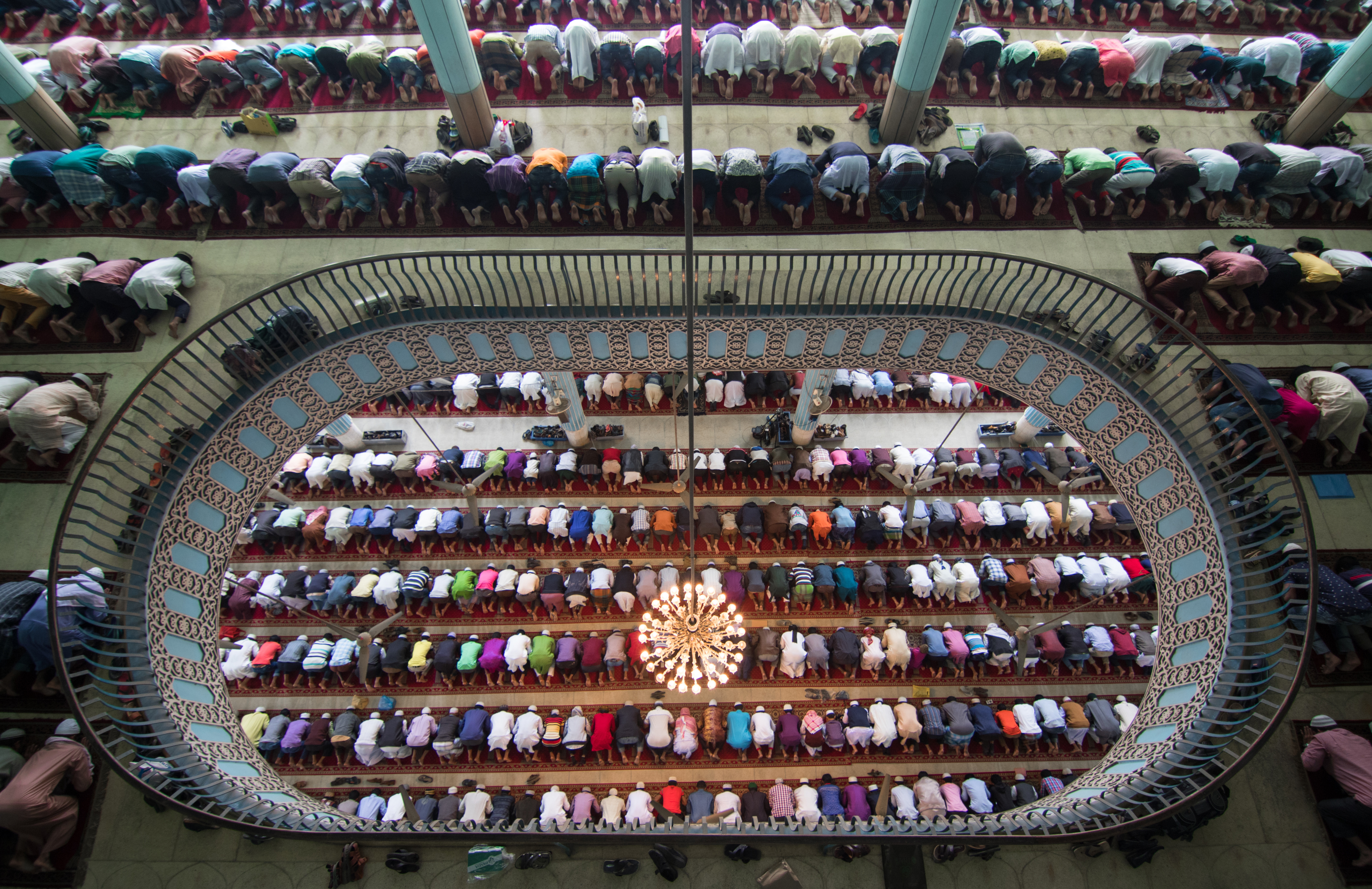
Gläubige beim Freitagsgebet in Bangladesch

Das Freitagsgebet (arabisch صلاة الجمعة salāt al-dschumʿa, DMG ṣalāt al-ǧumʿa ‚Gebet am Tag der Versammlung, d. i. am Freitag‘) ist eine im Koran verankerte religiöse Verpflichtung. Es ist für muslimische Männer und Jungen ab der Pubertät vorgeschrieben und für muslimische Frauen empfohlen.
Das Gebet am Freitag ist das wichtigste der gesamten Woche und soll nach Möglichkeit gemeinschaftlich in der Moschee verrichtet werden. Es ersetzt an diesem Tag das Mittagsgebet (Zuhr) und unterscheidet sich von diesem dadurch, dass es aus zwei statt vier rakʿa (Verbeugungen) besteht, und dass die Koranverse laut vom Imam (Vorbeter) rezitiert werden. Der Koran schreibt vor, dass die Gläubigen, wenn zum Freitagsgebet gerufen wird, zum Gebet eilen und den Handel ruhen lassen sollen (Sure 62:9).
Die primäre Besonderheit des Freitagsgebets besteht in der Freitagspredigt, die vor dem eigentlichen Gebet (Salāt) durch einen Prediger (Chatīb), in der Regel dem Imam der Moschee, gehalten wird.
Als neuzeitlich säkularer Ruhetag hat der Sonntag auch die islamische Welt beeinflusst. Nach seinem Vorbild und in Abgrenzung zu ihm haben viele muslimische Staaten den Freitag zum gesetzlichen Ruhetag erklärt, weil an diesem Tag das Freitagsgebet stattfindet.

## Ursprung und Bedeutung des Freitagsgebets
Das Freitagsgebet bezieht seine Bedeutung nicht vom Wochentag, sondern der Wochentag wird erst durch die Tradition des Freitagsgebets zu einem besonderen Tag.
Die Woche hat im Islam keine sakrale Bedeutung.  Die Feiertage werden ausschließlich anhand des Mondkalenders bestimmt.  Darin unterscheidet sich der Islam von Judentum und Christentum, die sich beide auf das Sabbat-Gebot in Ex 20,8–11  und Dtn 5,12–15  beziehen.  Die Christen verlegten den Feiertag später vom Samstag auf den Sonntag, um der Auferstehung Christi zu gedenken.
In Ex 20,11  wird der Sabbat mit dem Vorbild Gottes begründet, der am siebten Tag von seinem Schöpfungswerk ruhte und diesen Tag segnete.  Laut Koranvers 50:38 hatte Gott es aber nicht nötig, sich auszuruhen.  Er fing sofort mit Regieren an (57:4 und 10:4), und wirkt in jedem Augenblick (55:29).  Das Sabbat-Gebot gilt deshalb nicht für Muslime (16:124).
Der Freitag ist also kein Feiertag.  Das Freitagsgebet fand erstmals auf dem Wochenmarkt von Medina statt.  In Medina lebten zwei große jüdische Stämme.  Und nach jüdischer Sitte fiel der Wochenmarkt auf den Tag vor dem Sabbat.  Die arabische Bezeichnung „Tag der Versammlung“ stammt aus vorislamischer Zeit und ist wohl eine Lehnübersetzung aus dem Hebräischen.
Weil am Freitag alle Muslime aus der Umgebung auf dem Marktplatz versammelt waren, war das Mittagsgebet im Tempel am Marktplatz an diesem Tag besonders gut besucht (siehe Zuhr).  Der Prophet nutzte es wahrscheinlich, um die Fragen der Gläubigen zu klären, Streitigkeiten zu schlichten oder eine Ansprache zu halten.  Anschließend fand das Gebet statt, das später verkürzt wurde, um Zeit für eine Predigt zu gewinnen.  Solche Traditionen sind im Islam heilig.
Die Koranausleger erzählen, dass eines Freitags während der Predigt, eine Karawane von Kaufleuten unter klingendem Spiel vorüber zog und die ganze Versammlung, bis auf zwölf Personen, den Tempel verließ, um zuzusehen.  Hierauf beziehen sich die Verse 9–11 der Sure 62:
9 „O Gläubige, wenn ihr am Tage der Versammlung zum Gebet gerufen werdet, so eilt zum Gedächtnis Allahs hin und lasst ab von allen Handelsgeschäften.  Dies wird besser für euch sein, wenn ihr es wissen wollt.
10 Wenn das Gebet zu Ende ist, dann könnt ihr euch nach Lust im Land umher zerstreuen und dürft Reichtum von der Gnade Allahs zu erlangen suchen; denkt dabei aber oft an Allah, damit ihr glücklich werdet.
11 Doch sehen sie irgend einen Handel oder ein lustiges Spiel, so strömen sie hin und lassen dich stehen.  Sag ihnen: ‚Was man bei Allah findet, ist besser als lustiges Spiel und Handelsgeschäft, und Allah ist der beste Versorger‘.“
Man sieht, dass hier eine schon bestehende Praxis kommentiert wird.  Es gibt keinen Koranvers, der diese Praxis einsetzt und beschreibt, wie das in der Torah bzw. im Alten Testament üblich ist.  Die Überlieferung derjenigen Muslime, die den Propheten noch persönlich kannten, hat deshalb einen ebenso normativen Charakter wie der Koran selbst (siehe Hadith).
Von Anfang an fand das Freitagsgebet nicht in einer kleinen Moschee in der Nachbarschaft oder in Privaträumen statt, sondern in der zentral gelegenen Freitagsmoschee, sodass mindestens vierzig Personen zusammen kamen.  Die Predigt wurde von einem Vertreter des Kalifen gehalten und behandelte Fragen von öffentlichem Interesse.  Daher auch die Pflicht zur Teilnahme für freie, männliche Erwachsene.
Nach einem Hadith berichtet Abu Huraira, der Prophet hätte gesagt: „Freitags gibt es eine Stunde, in der Gott jedem Muslim, wenn er betet und Gott um etwas bittet, bestimmt das gewährt, worum er bittet.“ Dabei hätte der Prophet mit den Händen angezeigt, wie kurz diese Zeitspanne ist.  Obwohl diese heilsam gewährte Gelegenheit so kurz ist, hat doch der ganze Tag an ihrer verborgenen Größe Anteil.
Schon den muslimischen Zeitgenossen des Propheten fiel die Parallele zum jüdischen Sabbat und zum christlichen Sonntag auf. Also suchten sie nach einer Rechtfertigung, auch den Freitag als Gedenktag zu deuten.  Da entdeckten einige, dass der Jüngste Tag (al-ğamʿ) in dem Koranvers 64:9 gleichfalls als „Tag der Versammlung“ (al-ğumʿa) bezeichnet wird.  Der Jüngste Tag liegt allerdings in der Zukunft und so ist nicht klar, ob das ein Freitag sein wird.  Daraufhin hat Mohammed gesagt: „Wir [Muslime] sind die letzten [in der Folge prophetischer Offenbarungen], aber die ersten am Tage der Auferstehung, obwohl die früheren Gemeinschaften ihre Bücher vor uns erhalten haben. Dieser Tag [der Freitag] war ihnen zum Gottesdienst auferlegt worden; aber sie waren über ihn uneinig. Da gab Gott uns die Führung, und alle anderen folgen uns nach: die Juden morgen [am Sabbat] und übermorgen [am Sonntag] die Christen.“